# Ananda (estado de consciência)
Ananda (sânscrito आनन्द, ānanda) é um termo sânscrito que significa êxtase (sentimento) ou felicidade suprema, sendo frequentemente usado no hinduísmo. No Vedanta, ananda é uma das três características do Absoluto ou Brahman: Sat (realidade), Cit (consciência) e Ananda (beatitude).
A palavra ananda pode também se referir a um dos níveis ou camadas do ser humano, de acordo com a Taittiriya Upanishad; e à vivência que pode ser atingida em estados de samadhi nos quais a pessoa ultrapassou toda dualidade e se sente completa, ou seja, já não deseja mais nada.